# Педрони, Симоне
Симоне Педрони (итал. Simone Pedroni; род. 1968, Новара) — итальянский пианист.
Окончил Миланскую консерваторию имени Верди (1990), затем совершенствовал своё мастерство под руководством Лазаря Бермана, Франко Скала и Пьеро Ратталино. В 1992 г. был удостоен второй премии на Конкурсе пианистов имени Артура Рубинштейна в Израиле и первой премии на конкурсе имени королевы Сони в Норвегии, в 1993 г. выиграл в США Конкурс пианистов имени Вана Клиберна.
Широко гастролирует по всему миру. Записал Гольдберг-вариации Иоганна Себастьяна Баха, «Картинки с выставки» Модеста Мусоргского, произведения Франца Шуберта, Ференца Листа, Арво Пярта.